# Inejiro Asanuma
Inejiro Asanuma (浅沼 稲次郎, Asanuma Inejirō, 27 december 1898 – 12 oktober 1960) was een Japanse politicus en leider van de Japanse Socialistische Partij.
Asanuma werd vermoord (neergestoken) door een extremistische nationalist terwijl hij een van de sprekers was in een televisiedebat in Tokio. De moord werd rechtstreeks uitgezonden op televisie en shockeerde de Japanse bevolking. Na zijn dood werden diverse demonstraties voor rust en vrede gehouden. De moordenaar, de zeventien jaar oude Otoya Yamaguchi, pleegde drie weken later zelfmoord in zijn cel.
De gebeurtenis is, vanuit de belevingswereld van de jonge dader, het thema van de romans Seventeen en Homo Sexualis van Nobelprijswinnaar Kenzaburo Oë. Het eerste boek verscheen in 1961 in het tijdschrift Bungakukai (Literaire Wereld), maar het tweede boek werd vanwege de masturbatiescènes onder censuur geplaatst en pas in 2018 vrijgegeven.
- CiNii: DA08979344
- Gemeinsame Normdatei: 123485304
- International Standard Name Identifier: 0000 0000 8396 2125
- Library of Congress Control Number: nr91042148
- National Archives and Records Administration: 10573721
- Bibliotheek van het Japanse parlement: 00003841
- Nationale Bibliotheek van Israël: 987007520887405171
- SNAC: w6q97gv3
- Virtual International Authority File: 77223400
- WorldCat: E39PBJmHMkWrFy8phMRyvmCWjC